# Carallia diplopetala
Espèce
Synonymes
- Barraldeia madagascariensis Spreng.[2]
- Carallia arguta Koord. & Valeton[2]
- Carallia baraldeia Arn.[2]
- Carallia calycina Benth.[2]
- Carallia densiflora Griff.[2]
- Carallia floribunda Miq.[2]
- Carallia integerrima DC.[2]
- Carallia lanceifolia Roxb.[2]
- Carallia madagascariensis (DC.) Tul.[2]
- Carallia obcordata Wight ex Walp.[2]
- Carallia scortechinii King[2]
- Carallia timorensis Blume[2]
- Carallia viridiflora Ridl.[2]
- Carallia zeylanica Arn.[2]
- Demidofia nodosa Dennst.[2]
- Diatoma brachiata Lour.[2]
- Eugenia cupulifera H.Perrier[2]
- Petalotoma brachiata (Lour.) DC.[2]
- Symmetria obovata Blume[2]

Statut de conservation UICN

 NT  : Quasi menacé
Carallia diplopetala est une espèce de plantes à fleurs de la famille des Rhizophoraceae.

## Publication originale
- Sinensia 2(1): 5–6. 1931.